# Greceşti
Greceşti es una comuna ubicada en el distrito de Dolj, Rumania.

## Superficie
Posee una superficie de 48,27 kilómetros cuadrados.

## Demografía
Hasta 2021 la población era de 1497 habitantes, con una densidad de población de 31,01 habitantes por kilómetro cuadrado.